# استورلا (داکوتای جنوبی)
استورلا(به انگلیسی: Storla) شهری در ایالت داکوتای جنوبی کشور ایالات متحده آمریکا است که جمعیت آن در سرشماری سال ۲۰۱۰ میلادی، ۶ نفر بوده‌است.